# Slavko Kodrnja
Slavko Kodrnja (1911 – 1970) foi um antigo futebolista croata da Jugoslávia, que jogava normalmente na posição de avançado. Ganhou a Primeira Liga Croata de 1942, com o Concordia Zagreb, e foi também o melhor marcador da liga portuguesa de futebol em 1939/40 ao serviço do F.C. Porto, com 29 golos, empatado com Peyroteo.